# Derde Wereldoorlog

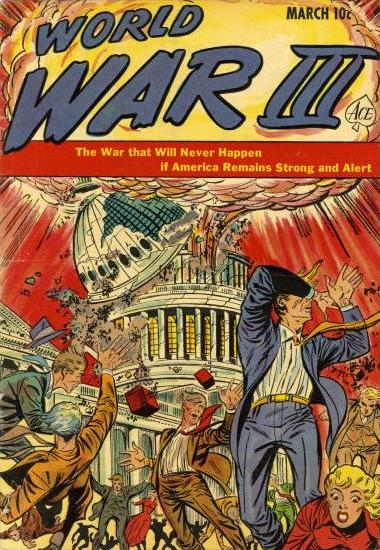
Stripverhaal uit 1953 over een mogelijke Derde Wereldoorlog

De Derde Wereldoorlog is een hypothetische oorlog op een wereldwijde schaal. De term is sinds het einde van de Tweede Wereldoorlog in gebruik. De Derde Wereldoorlog is in de context van onder andere de Koude Oorlog en de War on Terror gebruikt.
Gebeurtenissen waaronder de Koreaanse oorlog, Cubacrisis, Jom Kipoeroorlog en een vals raketalarm op 26 september 1983 werden als mogelijke oorzaken voor een Derde Wereldoorlog gezien.

## Gebruik van de term

### Tijdens de Tweede Wereldoorlog
Het gebruik van de term "Derde Wereldoorlog" is te traceren naar 1941, nog tijdens de Tweede Wereldoorlog. Op 3 november 1941 verscheen in Time Magazine een artikel getiteld: "World War III?". Het artikel ging over Hermann Rauschning, die naar de Verenigde Staten vluchtte.

### Als naam voor de Koude Oorlog
In 2004 stelde politiek commentator Norman Podhoretz voor om de Koude Oorlog de Derde Wereldoorlog te noemen. De meeste historici zijn het hier niet mee eens, aangezien de Koude Oorlog geen wereldwijde oorlog was waarin grote hoeveelheden troepen van verschillende landen vochten. De Koude Oorlog was een periode van politieke spanning met kleinere oorlogen bij volmacht. Tijdens de Koude Oorlog zelf was er wel de vrees dat de spanningen tussen de machtsblokken konden uitlopen op een Derde Wereldoorlog.

### Als naam voor de War on Terror
Na de aanslagen op 11 september 2001 in New York is de term gebruikt om naar de War on Terror te verwijzen.
De Iraakse Minister van Buitenlandse Zaken Ibrahim Jaafari noemde in 2015 de oorlog tegen de Islamitische Staat in Irak en de Levant de Derde Wereldoorlog, omdat ISIS zichzelf een wereldwijd kalifaat noemt. Andere politici waaronder de Amerikaanse president Barack Obama vinden dat de strijd tegen ISIS niet als een Derde Wereldoorlog gezien moet worden.

### Als overkoepelende term voor meerdere oorlogen
Paus Franciscus zei in 2014 dat "De wereld in oorlog is, omdat het de vrede verloren heeft" en "dat er wellicht gesproken kan worden over een Derde Wereldoorlog".

### Overig gebruik
In 1949 zei Albert Einstein: "Ik weet niet met welke wapens de Derde Wereldoorlog uitgevochten gaat worden, maar de Vierde Wereldoorlog gaat uitgevochten worden met stokken en stenen." Hiermee bedoelde hij dat een Derde Wereldoorlog mogelijk zo catastrofaal zou kunnen zijn dat de mensheid terug zou keren naar het stenen tijdperk, of mogelijk de mensheid geheel zou vernietigen.
In 2000 voorspelde de Amerikaanse geopolitieke analist George Friedman in zijn boek The Next 100 Years - A Forecast for the 21st Century de mogelijkheid van een nieuwe wereldoorlog in de loop van de 21e eeuw.
In februari 2017 schreef Robert Kagan, Amerikaanse politieke wetenschapper en mede-oprichter van de denktank Project for the New American Century, een artikel in het tijdschrift Foreign Policy waarin hij zich zorgen maakte over de mogelijke komst van een Derde Wereldoorlog in het licht van onevenredig territoriaal expansionisme, toenemend militarisme en de hegemoniale politiek van Rusland (in Oost-Europa) en China (over de Spratleys, Paracels en Senkaku-eilanden), gelijkgesteld met "revisionistische mogendheden" zoals nazi-Duitsland of Japan verantwoordelijk voor de Tweede Wereldoorlog. Volgens hem ligt het gevaar in de toenemende ambitie en het activisme van de twee grote revisionistische machten, Rusland en China en aan het tegelijkertijd afnemende vertrouwen, de capaciteit en de wil van de democratische wereld, en vooral van de Verenigde Staten, om de dominante positie te behouden die zij sinds 1945 in het internationale systeem heeft ingenomen.
Op 3 januari 2020 doodde een Amerikaanse drone-aanval de Iraanse commandant Quasem Soleimani. Na deze gebeurtenis was er een zogenaamde "hype/trend" maar ook "meme" over het gehele internet gaande waarin er gesproken werd over een mogelijke uitbraak van een Derde Wereldoorlog. Dit was vaak niet gemeend, maar eerder grappend bedoeld.
Eind april 2022 waarschuwde de Russische minister van buitenlandse zaken Lavrov dat Oekraïne een Derde Wereldoorlog uitlokte.

## Derde Wereldoorlog in fictie
In de jaren 1950-1990 verschenen er veel boeken en films, vooral in de Engelstalige wereld, die mogelijke aanleidingen tot en de gevolgen van een Derde Wereldoorlog beschreven. Vaak gaan deze scenario's uit van een oorlog uitgevochten met atoomwapens. Bekende films over een dergelijke ramp zijn The Day After en Threads. 
In sciencefiction wordt dikwijls een wereld beschreven (ver) na een Derde Wereldoorlog waar de wereld door de fall-out van kernwapens bevolkt wordt door mutanten. De weinige mensen die er nog zijn vechten dan om hun voortbestaan en proberen dan weer een nieuwe beschaving op te zetten. De verre nakomelingen van de overlevenden van de kernoorlog verwijzen dikwijls naar het verleden als een 'gouden tijd van de Ouden' die door een soms niet nader gedefinieerde ramp ten onder ging. In veel verhalen komt als reactie hierop een religieuze dictatuur tot stand die andersdenkenden onderdrukt. Bijvoorbeeld John Wyndham schreef hierover het bekende The Chrysalids (1955) (nl: De Getekenden) dat een paar duizend jaar na een kernoorlog speelt.
In het Nederlandse taalgebied beschreef Thea Beckman een wereld na een kernoorlog in haar boek Kinderen van Moeder Aarde (1985).